# Neu Greschendorf
Neu Greschendorf ist ein Ortsteil der Gemeinde Stepenitztal im Landkreis Nordwestmecklenburg in Mecklenburg-Vorpommern.

## Lage
Der Ortsteil befindet sich unweit der Bundesstraße 105, jeweils 10 km von den Städten Dassow und Grevesmühlen entfernt. Die Umgebung ist vor allem durch Ackerbau und die unmittelbare Nähe zu dem Naturschutzgebiet Moorer Busch geprägt.

## Geschichte
Vor dem Zusammenschluss der Gemeinde Mallentin mit Börzow und Papenhusen zur Gemeinde Stepenitztal am 25. Mai 2014 war der Ort Bestandteil der Gemeinde Mallentin.